# Tommy Hilfiger (persoon)

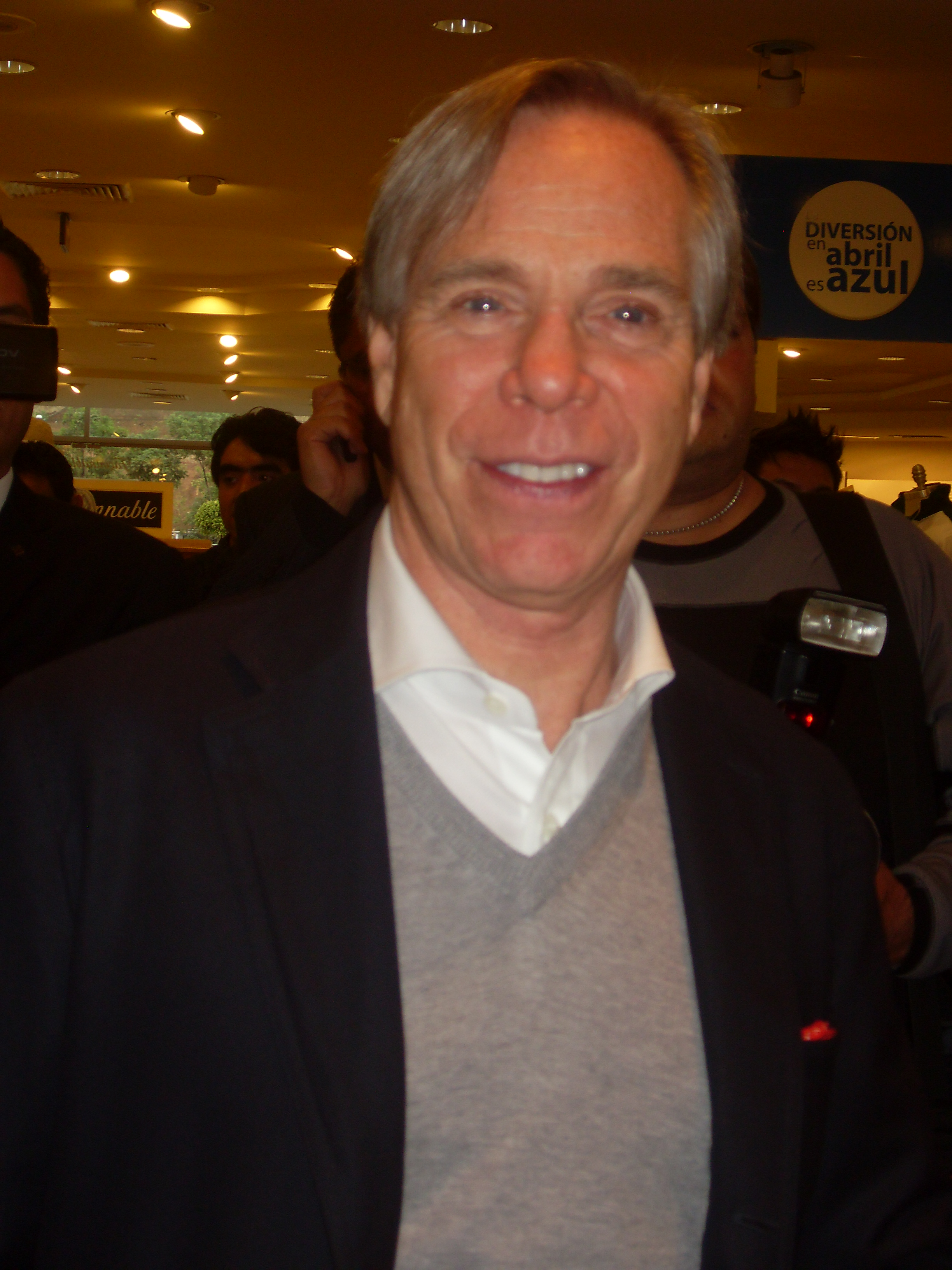
Tommy Hilfiger in 2010

Thomas Jacob "Tommy" Hilfiger (Elmira (New York), 24 maart 1951) is een Amerikaanse modeontwerper, bekend van zijn eigen merk Tommy Hilfiger. Hij begint zijn carrière in 1969 als verkoper van hippe kleding. Al snel opent hij zijn eigen winkel 'People's place' in het noorden van de staat New York. Nadat deze zaken failliet waren gegaan, vertrok Hilfiger in 1979 naar New York om een carrière als een modeontwerper te beginnen.

## Thomas Hilfiger
Hilfiger werd geboren in 1951. Hij groeide op in Elmira, New York. Van jongs af aan was hij al bezig met het bestuderen van muziek en verschillende stijlen die hip waren in New York en Londen.
Nog voordat hij was afgestudeerd, begon hij al zijn eerste kledingbusiness. In 1969 ging hij naar New York en investeerde al zijn geld in 20 laaghangende jeansbroeken. Hij opende ook een eigen winkel in Elmira, genaamd “The People Place”. Toen hij 26 was, was hij al eigenaar van 7 andere winkels verspreid over New York. Zijn publiek was de schoolgaande jeugd. Na 10 jaar stond hij echter op het punt van bankroet en moest zijn zaak overlaten. Hij vond dit een hele mislukking.

## Begin carrière
In de vroege jaren zeventig begon Hilfiger al te experimenteren met mode ontwerpen. Later verhuisde hij naar Manhattan. Na 5 jaar werkte hij al bij Murjani, de man achter de Gloria Vanderbiltjeans. Hilfiger werd steeds populairder en klom hoger op in het bedrijf waarvoor hij werkte. Door een grote groei ging het bedrijf naar de beurs. Tegen 1999 werd er meer dan een half miljard omzet geboekt met als gevolg dat ze het hoogst genoteerde kledingbedrijf op de beurs waren.
Hilfigers eerste mannencollectie verschijnt in 1984. Ter promotie hiervoor start de destijds nog onbekende ontwerper een $3 miljoen kostende advertentiecampagne die luidde: “De 4 geweldige Amerikaanse ontwerpers voor mannen zijn: R – L – P – E – C – K – T – H –.” (Ralph Lauren, Perry Ellis, Calvin Klein en natuurlijk Hilfiger zelf). En met succes, want aan het einde van de jaren tachtig had Hilfiger al een omzet van meer dan $25 miljoen per jaar. Tot slot werd Hilfiger in 1995 uitgeroepen tot ‘Menswear Designer of the Year’ door ‘the Council of Fashion Designers of America’.
- Gemeinsame Normdatei: 1185708650
- International Standard Name Identifier: 0000 0000 5016 3650
- Library of Congress Control Number: nr98044905
- Nationale Bibliotheek van Tsjechië: xx0064781
- Nationale Bibliotheek van Israël: 987012384847605171
- Nationale Bibliotheek van Polen: a0000003734154
- Nederlandse Thesaurus van Auteursnamen: 180867377
- LIBRIS: 130984
- Système universitaire de documentation: 132311178
- Virtual International Authority File: 76233897
- WorldCat: E39PBJvxqCH4RtK6VVFcWqfrMP